# NGC 260
NGC 260 je galaksija u zviježđu Andromeda.

## Vanjske poveznice
- SEDS: NGC 0260